# Nikolai Nikolajewitsch Judenitsch

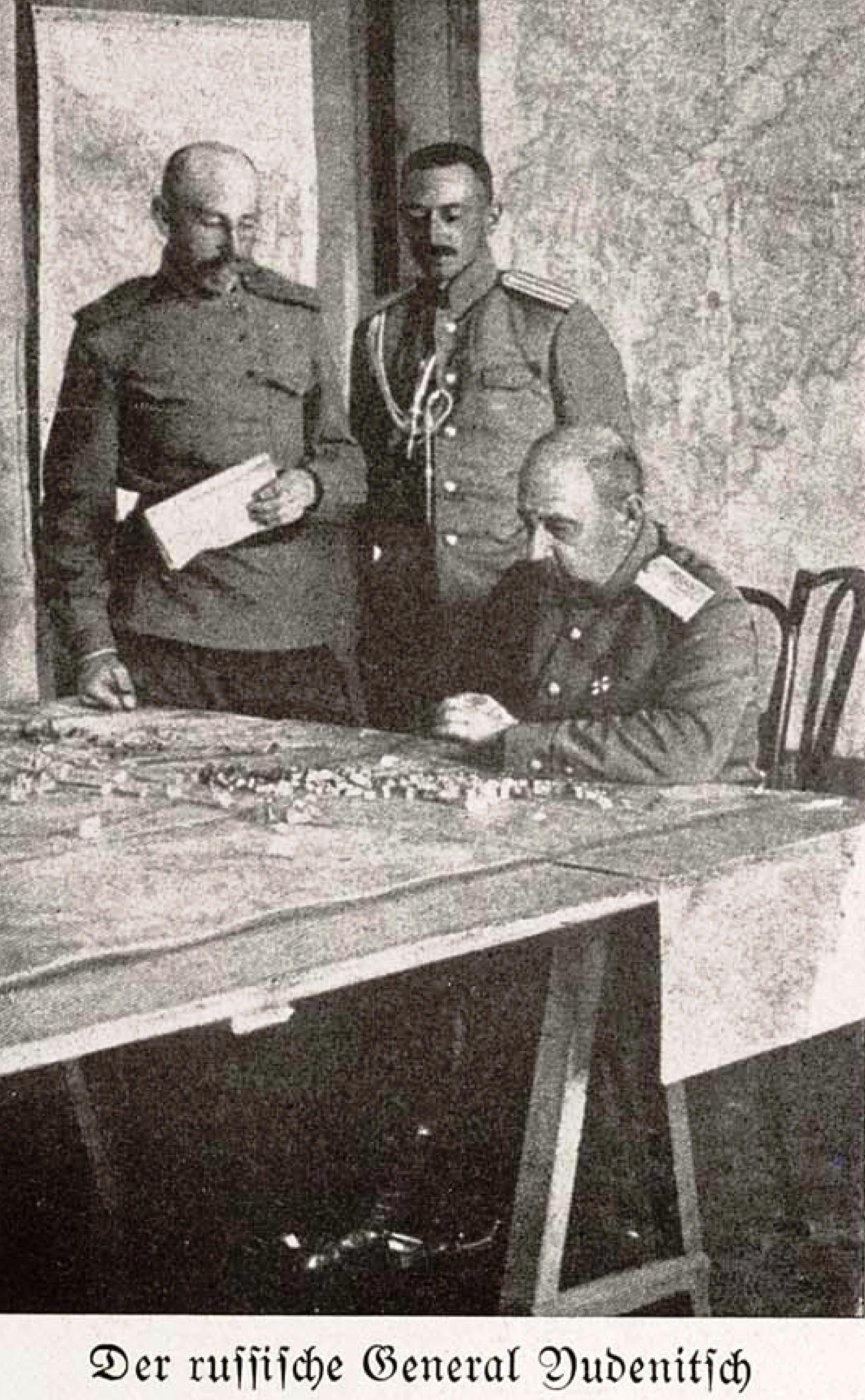
General Judenitsch (sitzend) als Befehlshaber an der Kaukasusfront während des Weltkrieges

Nikolai Nikolajewitsch Judenitsch (russisch Николай Николаевич Юденич; wissenschaftliche Transliteration Nikolaj Nikolaevič Judenič, * 18.jul. / 30. Juli 1862greg. in Moskau; † 5. Oktober 1933 in Cannes) war ein General der russischen Armee und der Weißen Garde 1919.

## Leben bis zur Oktoberrevolution
Der aus einer Adelsfamilie stammende Judenitsch absolvierte 1881 die Offiziersschule und 1887 die Akademie des russischen Generalstabes. Er war zunächst Regimentskommandeur, später führte er eine Brigade. Im Russisch-Japanischen Krieg 1904–1905 wurde er zweimal verwundet. Im Ersten Weltkrieg war Judenitsch als Generalleutnant Stabschef der russischen Kaukasusarmee. Er befehligte die russischen Truppen in der Schlacht von Sarıkamış. Am 24. Januar 1915 wurde er zum General der Infanterie befördert und Oberbefehlshaber der Armee. In dieser Position führte er die erfolgreichen Operationen bei Erzurum und Trapezunt, die seinen Ruf als Kriegsheld begründeten und ihm den St. Georgs-Orden einbrachten. Im März 1917 wurde er Oberbefehlshaber der gesamten Kaukasusfront. Wegen „Widerstand gegen die Anweisungen der Provisorischen Regierung“ wurde Judenitsch im Mai 1917 von Alexander Fjodorowitsch Kerenski in den Ruhestand versetzt.

## Russischer Bürgerkrieg
Er lebte dann in St. Petersburg, nach der Oktoberrevolution für über ein Jahr im Untergrund. Ende 1918 konnte er mit seiner Frau nach Helsinki fliehen, wo er als ranghöchster General versuchte, bei Finnland und den Siegermächten Unterstützung für einen Vormarsch auf Petrograd zu gewinnen. Judenitsch und der finnische Reichsverweser Carl Gustav Mannerheim kannten sich seit der Generalstabs-Akademie. Die von Judenitsch favorisierte Idee eines Angriffs nördlich des finnischen Meerbusens zerschlug sich erst nach der Wahlniederlage Mannerheims im Juli 1919. Als Oberhaupt einer am 24. Mai gegründeten Politischen Konferenz verhandelte Judenitsch mit der alliierten Militärmission unter General Hubert Gough, der Pariser russischen politischen Konferenz und Admiral Koltschak. Am 5. Juni 1919 gelang es ihm von Koltschak als Oberbefehlshaber aller weißen Truppen im Nordwesten Russlands anerkannt zu werden. Seine Autorität wurde zwar formal von der Nordwest-Armee sowie der Westrussischen Befreiungsarmee des Abenteurers Pawel Michailowitsch Bermondts anerkannt, tatsächlich war sein Einfluss auf die Ereignisse an der Front zunächst gering. Bermondt verweigerte später den Befehl Judenitschs, seine Truppen aus dem deutschen Machtbereich an die estnische Front zu verlegen. Hier, ostwärts von Narva, wollte Judenitsch alle Kräfte zur Einnahme St. Petersburgs bündeln. Auf alliierten Druck hin wurde in Tallinn eine Russische Nordwest-Regierung gebildet, in die Judenitsch als Kriegsminister eintrat. Außerdem musste er die Existenz der Republik Estland anerkennen um die dringend notwendigen alliierten Hilfslieferungen zu erhalten. Im Spätherbst 1919 löste er den Befehlshaber der Nordwest-Armee Alexander Pawlowitsch Rodsjanko am 2. Oktober ab, um die Operationen auf St. Petersburg persönlich zu leiten. Nach großen Anfangserfolgen lief sich die Offensive kurz vor der Stadt fest. Die Weigerung Judenitschs die vorderen Angriffsgruppen zurückzunehmen führte zur Umgehung durch die nunmehr verstärkte Rote Armee. Judenitsch entfernte sich von seiner geschlagenen Armee, die von den bisher Verbündeten Esten teilweise entwaffnet wurde. Am 22. Januar 1920 befahl er die Auflösung der Nordwest-Armee. Eine Episode blieb die kurzzeitige Entführung Judenitschs am 28. Januar 1920: Einen Tag bevor er sich per Schiff nach Helsinki begeben wollte, drang sein bisheriger Untergebener Stanislaw Bulak-Balachowitsch mit sechs Offizieren in das Hotelzimmer Judenitschs ein. Judenitsch wurde per Eisenbahn Richtung Tartu verschleppt um die Herausgabe der Kriegskasse zu erzwingen. An einem Bahnhof konnten die Entführer entwaffnet werden. Judenitsch begab sich nach Großbritannien. Später kaufte er sich ein Haus am Stadtrand von Nizza. In der Bewegung der russischen Emigranten spielte er keine Rolle.